# Sainte-Agathe (Puy-de-Dôme)
Sainte-Agathe – miejscowość i gmina we Francji, w regionie Owernia-Rodan-Alpy, w departamencie Puy-de-Dôme.
Według danych na rok 1990 gminę zamieszkiwało 229 osób, a gęstość zaludnienia wynosiła 13 osób/km² (wśród 1310 gmin Owernii Sainte-Agathe plasuje się na 621. miejscu pod względem liczby ludności, natomiast pod względem powierzchni na miejscu 536.).